# Рибейру-Гонсалвис

Рибейру-Гонсалвис на карте штата.

Рибейру-Гонсалвис (порт. Ribeiro Gonçalves) — муниципалитет в Бразилии, входит в штат Пиауи. Составная часть мезорегиона Юго-запад штата Пиауи. Входит в экономико-статистический микрорегион Алту-Парнаиба-Пиауиенси. Население составляет 6845 человек на 2010 год. Занимает площадь 3978,945 км². Плотность населения — 1,72 чел./км².

## Демография
Согласно сведениям, собранным в ходе переписи 2010 г. Национальным институтом географии и статистики (IBGE), население муниципалитета составляет:
| Полное население                               | Полное население                               | Полное население                               | Полное население                               | 6845  |
| ---------------------------------------------- | ---------------------------------------------- | ---------------------------------------------- | ---------------------------------------------- | ----- |
| в том числе:                                   | Городское население                            | 4449                                           | Процент городского населения, %                | 65,00 |
|                                                | Сельское население                             | 2396                                           | Процент сельского населения, %                 | 35,00 |
|                                                | Мужское население                              | 3511                                           | Процент мужского населения, %                  | 51,29 |
|                                                | Женское население                              | 3334                                           | Процент женского населения, %                  | 48,71 |
| Плотность населения, чел/км²                   | Плотность населения, чел/км²                   | Плотность населения, чел/км²                   | Плотность населения, чел/км²                   | 1,72  |
| Население муниципалитета в % к населению штата | Население муниципалитета в % к населению штата | Население муниципалитета в % к населению штата | Население муниципалитета в % к населению штата | 0,22  |

По данным оценки 2016 года, население муниципалитета — 7151 житель.

## Статистика
- Валовой внутренний продукт на 2003 год составляет 22 782 039,00 реалов (данные: Бразильский институт географии и статистики).
- Валовой внутренний продукт на душу населения на 2003 год составляет 3987,06 реалов (данные: Бразильский институт географии и статистики).
- Индекс развития человеческого потенциала на 2000 год составляет 0,647 (данные: Программа развития ООН).